# Pinguicula esseriana
Pinguicula esseriana är en tätörtsväxtart som beskrevs av B. Kirchner. Pinguicula esseriana ingår i släktet tätörter, och familjen tätörtsväxter. Inga underarter finns listade i Catalogue of Life.

## Bildgalleri

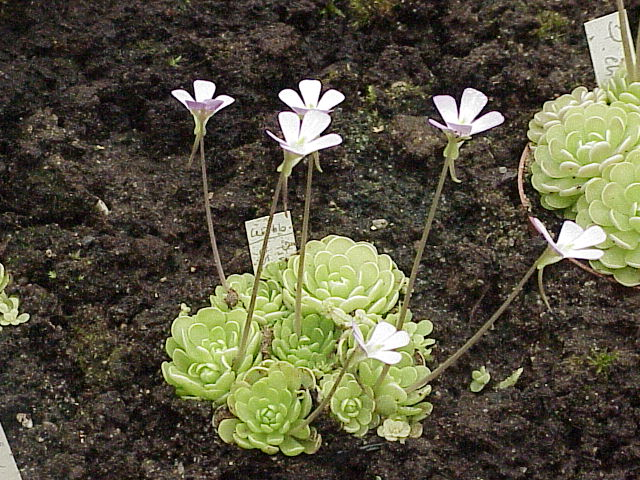
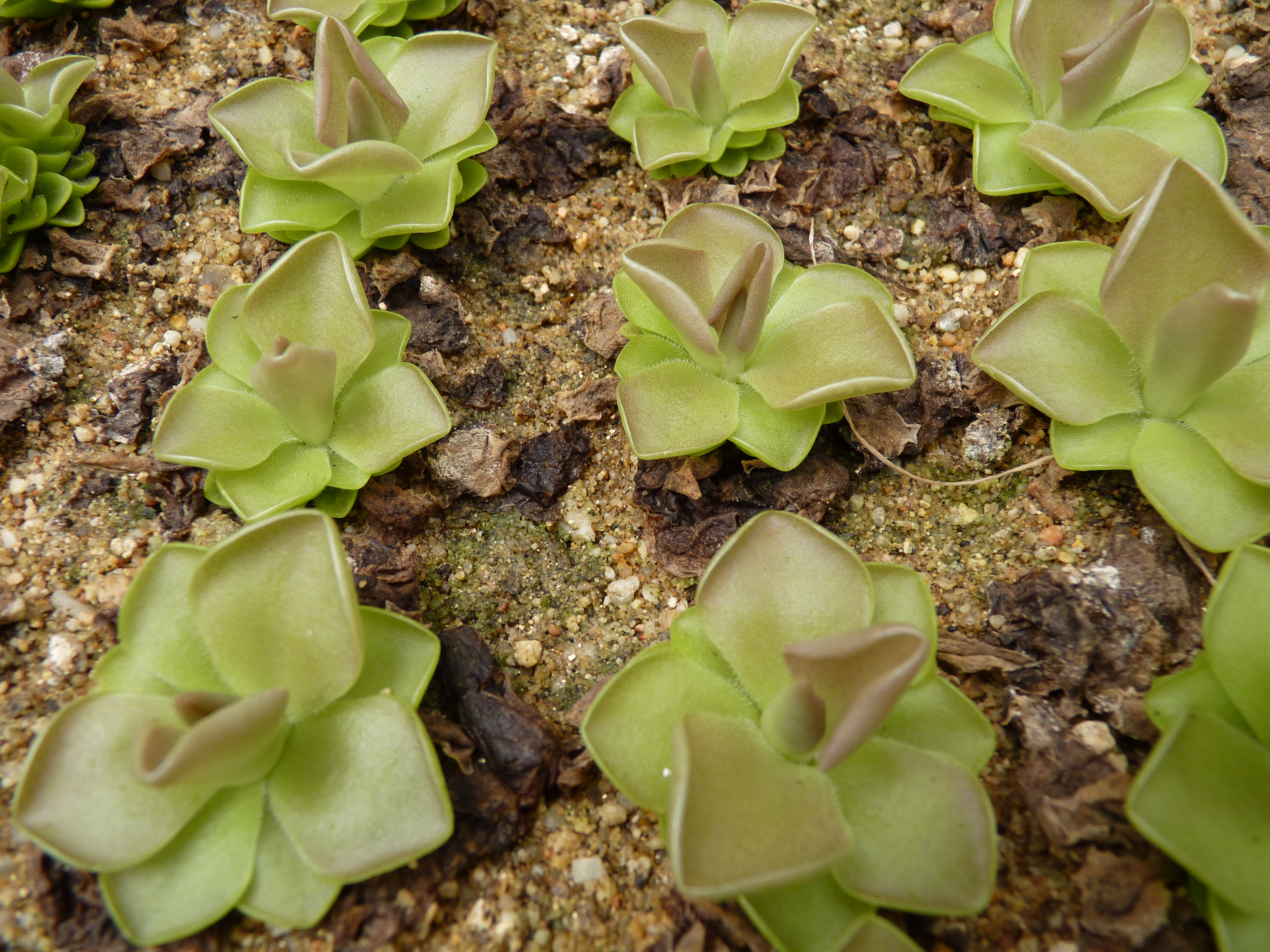
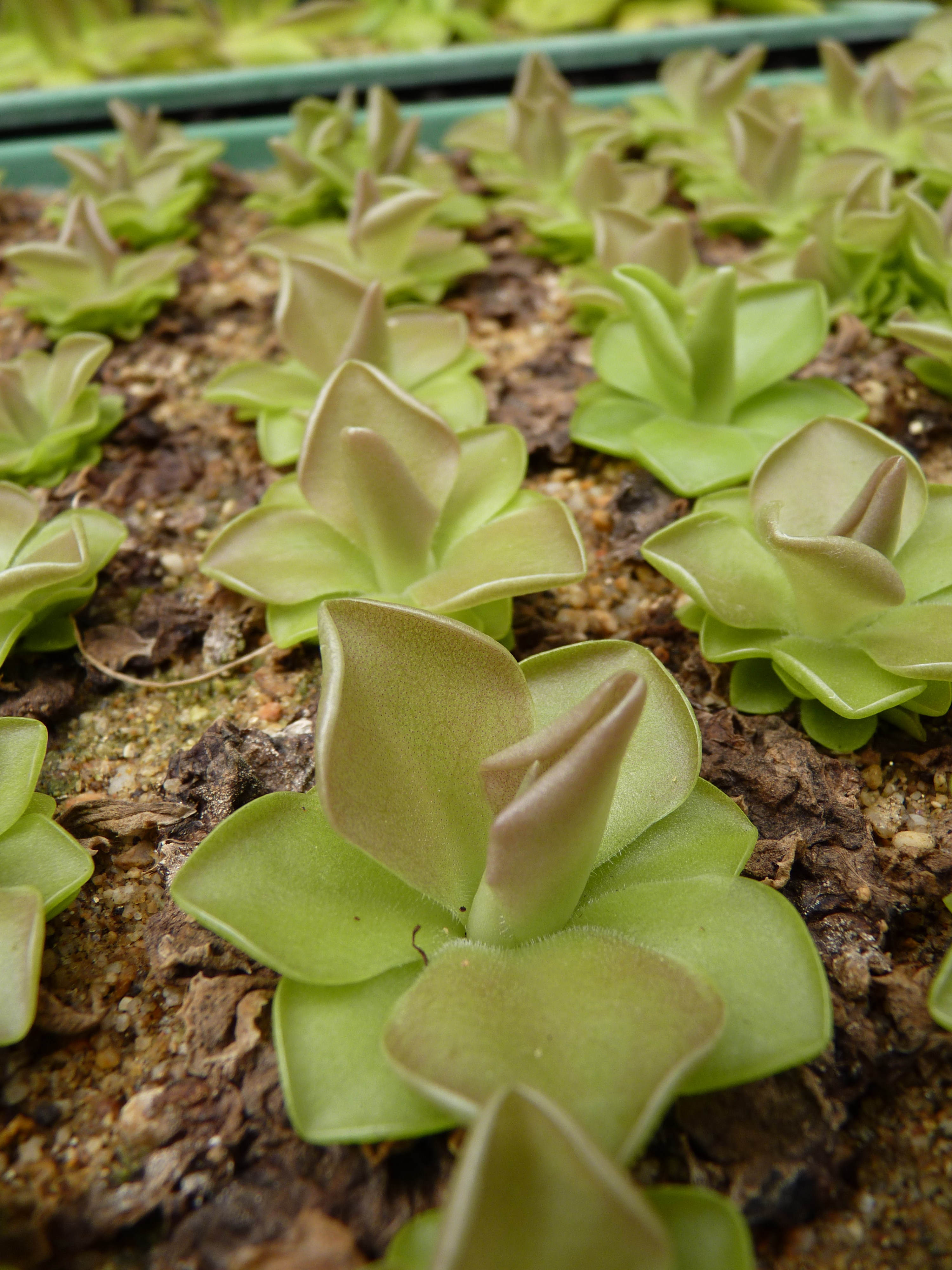
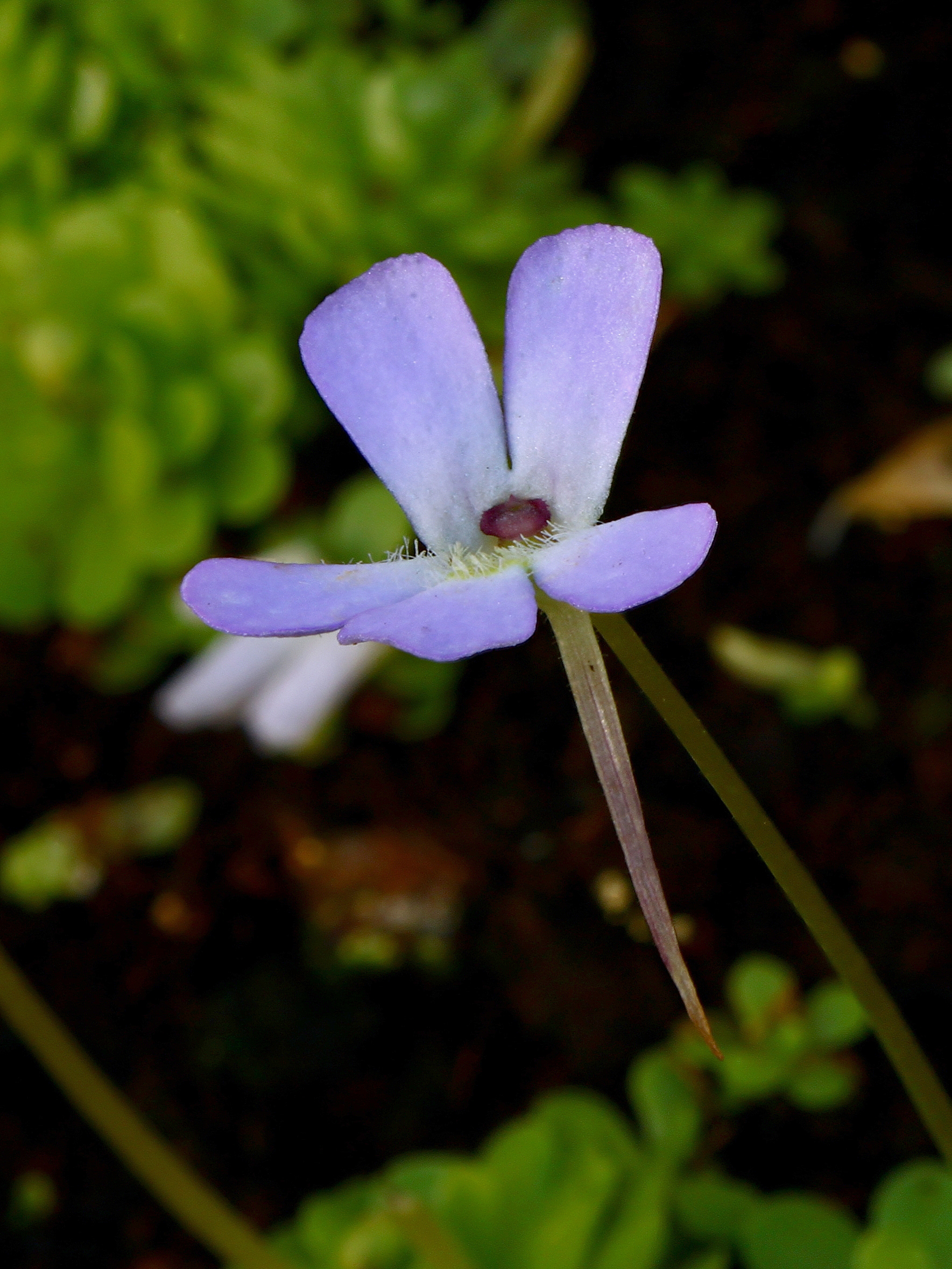
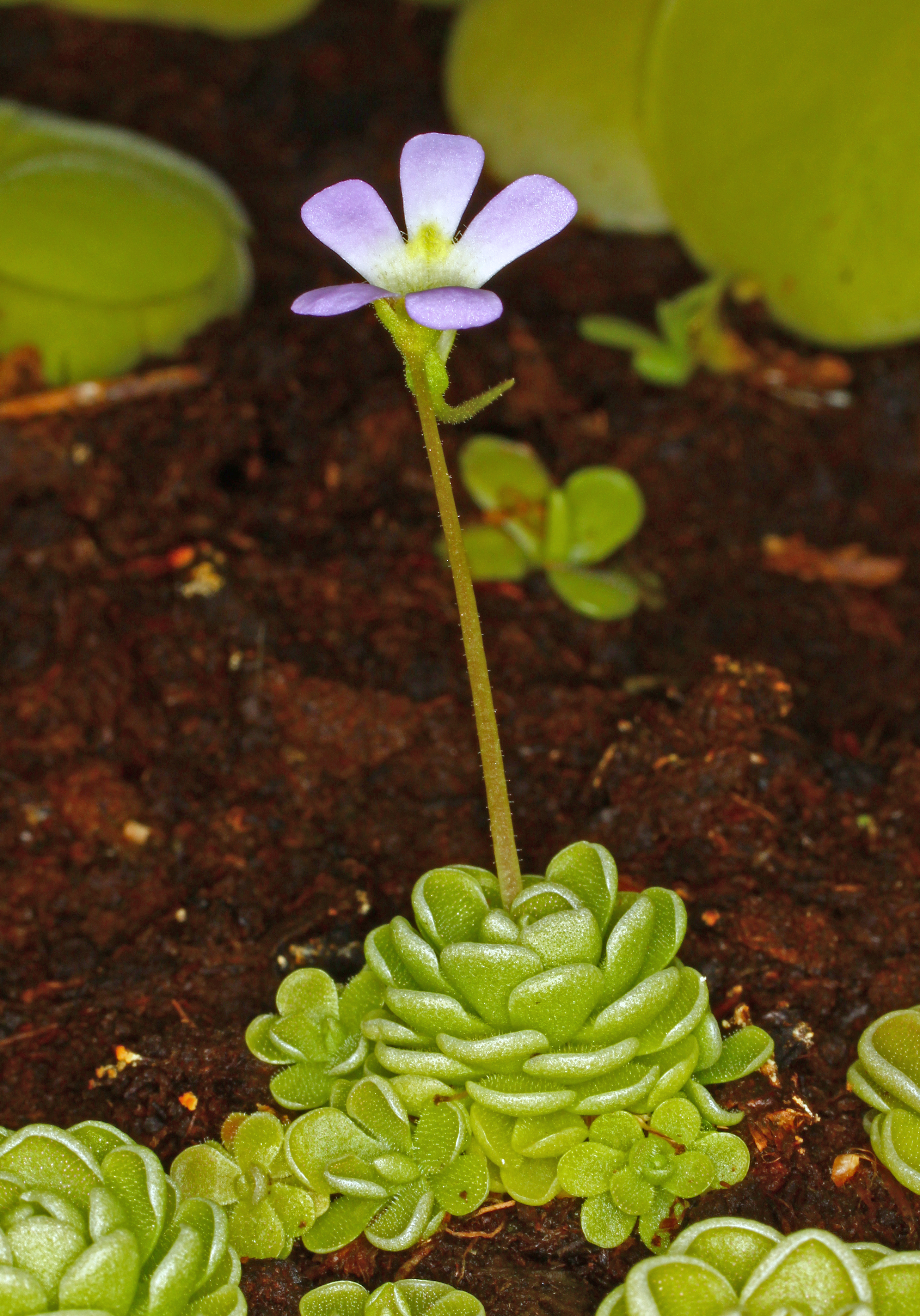
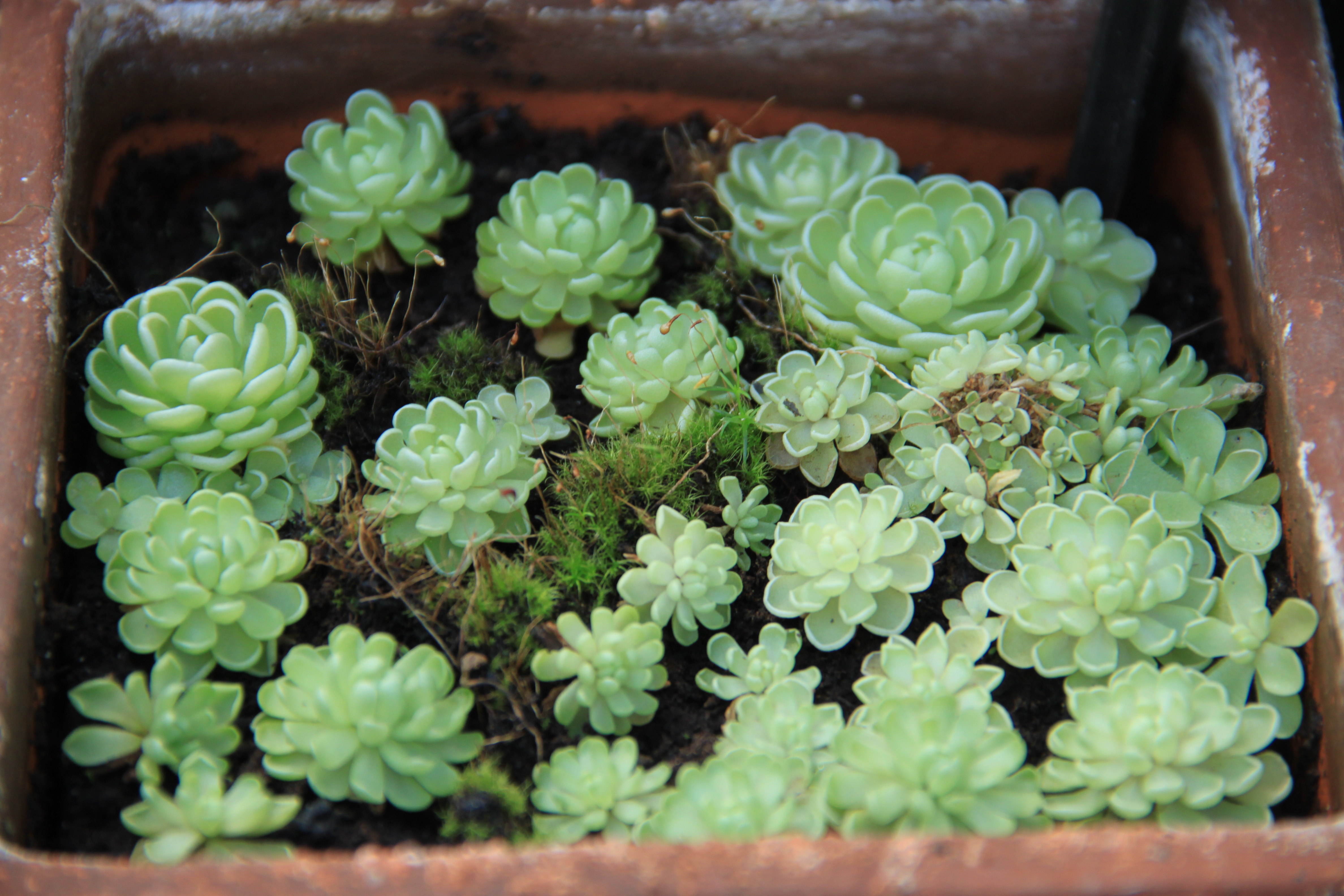